# Пшесмикі
Пшесмикі (пол. Przesmyki) — село в Польщі, у гміні Пшесмики Седлецького повіту Мазовецького воєводства. Населення — 362 особи (2011).

## Історія
За даними етнографічної експедиції 1869—1870 років під керівництвом Павла Чубинського, у селі переважно проживали римо-католики, меншою мірою — греко-католики, які здебільшого розмовляли українською мовою.
У 1975—1998 роках село належало до Седлецького воєводства.

## Демографія
Демографічна структура станом на 31 березня 2011 року:
|          | Загалом | Допрацездатний вік | Працездатний вік | Постпрацездатний вік |
| -------- | ------- | ------------------ | ---------------- | -------------------- |
| Чоловіки | 172     | 32                 | 112              | 28                   |
| Жінки    | 190     | 36                 | 101              | 53                   |
| Разом    | 362     | 68                 | 213              | 81                   |